# Don't Be Afraid of the Dark (2010)
Don't Be Afraid of the Dark is een horror-fantasyfilm uit 2010 onder regie van Troy Nixey. Het scenario is van Matthew Robbins en Guillermo del Toro en vormt een remake van de gelijknamige film uit 1973, geschreven door Nigel McKeand.

## Verhaal
Alex trekt met zijn vriendin Kim en achtjarige dochter Sally in een landhuis uit de negentiende eeuw in Rhode Island. Het doel is om de woning op te knappen voor eigenaar Mr. Jacoby, die het daarna te koop aan wil bieden. Sally is door haar moeder meegegeven aan haar vader en voelt zich ongewenst. Ze ontmoet Kim voor het eerst en neemt een erg argwanende houding aan ten opzichte van haar. Sally voelt zich ongelukkig en wil naar huis. Haar vader en Kim gaan ervan uit dat ze alleen even moet wennen. Het meisje heeft een geschiedenis van moeilijk gedrag.
In het huis hoort Sally stemmen vanuit de kelder. Deze kennen haar naam en vragen haar om naar hen toe te komen, om te spelen. De ware aard van de wezens die haar roepen, blijkt wanneer werkman Harris haar wegstuurt uit de kelder en begint de kacheltunnel af te sluiten waarin de wezens huizen. Ze vallen hem aan en verminken zijn gezicht en lijf met een scheermes, scharen en schroevendraaiers. Harris zwijgt over de ware aard van zijn verwondingen en houdt het op een ongeluk. Sally weet beter, maar niemand gelooft haar wanneer ze over de kleine, kwaadaardige monstertjes vertelt. De prehistorische wezentjes voeden zich met kindertanden en -botten. Ze willen Sally maar voor één ding en dat is als voedsel. Nu hun ware aard bekend is, doen ze er alles aan om haar te pakken te krijgen. Ze hebben niettemin één grote zwakte: licht.

## Rolverdeling
- Katie Holmes - Kim
- Guy Pearce - Alex
- Bailee Madison - Sally
- Jack Thompson - Harris
- Garry McDonald - Emerson Blackwood
- Alan Dale - Charles Jacoby
- Julia Blake - Mrs. Underhill
- Trudy Hellier - Evelyn Jacoby
- Terry Kenwrick - Bill